# Malatraix
Malatraix är en bergstopp i Schweiz. Den ligger i distriktet Aigle och kantonen Vaud, i den sydvästra delen av landet, 70 km sydväst om huvudstaden Bern. Toppen på Malatraix är 1 767 meter över havet.